# Антон Рафаел Менгс
Антон Рафаел Менгс (на немски: Anton Raphael Mengs) е най-големият германски живописец от епохата на класицизма.

## Биография
Роден е на 22 март 1728 г. в Аусиг, сега Усти над Лабе, Бохемия, Чехия. Син е на саксонския придворен художник Измаил Менгс, който е по произход датчанин. Започва да се учи да рисува заедно със сестра си Тереза Конкордия под ръководството на баща си. От 1741 до 1744 г. живее с баща си в Рим, където изучава старите майстори, както и античното изкуство. Жени се за римския модел Маргарита Гуаци. През 1746 г. се връща в Дрезден, където през 1751 г. е назначен за придворен художник със заплата 1000 талера. Като такъв получава задача да нарисува олтарната картина „Възнесение“ в Хофкирхе, Дрезден. За да изпълни поръчката, заминава за Рим.

## Галерия
- Сцената „Възнесение“ над главния олтар на католическата Хофкирхе в Дрезден
- Принцът на Астурия, бъдещият крал Карлос IV на Испания (ок. 1765)
- Портрет на Мария-Лудовика Бурбон-Испанска
- „Хелиос като персонификация на средата на деня“ (ок. 1765)
- „Свети Йоан Кръстител проповядва в пустошта“
- „Диана като персонификация на нощта“ (ок. 1765)
- „Маркизата на Ляно“
- „Мадоната и детето“
- „Свети Петър“
- „Триумфът на Историята над Времето“, фреска на тавана в Библиотеката на Ватикана
- Портрет на William Burton Conyngham (1733 – 1796)
- „Сънят на свети Йосиф“, 1774
- „Автопортрет“, 1774, Музей на изкуството „Метрополитън“
- Известната фалшива антична фреска „Юпитер и Ганимед“[1]
- „Йохан Йоаким Винкелман“ (1717 – 1768), 1777, Музей на изкуството „Метрополитън“
- „Седнал гол мъж“, Музей на изкуството „Метрополитън“